# Oscar Brashear
Oscar Brashear (* 18. August 1944 in Chicago, Illinois; † 7. Juli 2023) war ein US-amerikanischer Jazztrompeter des Post Bop und Hard Bop.

## Leben und Wirken
Oscar Brashear begann mit sieben Jahren Klavier und mit elf Trompete zu lernen, besuchte das Wright College und anschließend die Roosevelt University, danach hatte er Engagements in den Bands von Woody Herman und Count Basie (1968). Freischaffend arbeitete er zunächst im Raum Chicago und zog 1970 nach Los Angeles, wo er drei Jahrzehnte lebte und arbeitete; seit Anfang der 1970er Jahre war er häufig als Studiomusiker beschäftigt, begleitete in Jazzbands und vervollständigte Besetzungen bei Aufnahmesessions des Lalo Schifrin/Dizzy Gillespie Orchesters, des Benny Golson/Curtis Fuller Sextetts (1980) sowie bei Quincy Jones/Sammy Nestico, Bobby Hutcherson, Hampton Hawes, Joe Henderson, Milt Jackson, J. J. Johnson, Horace Silver (1975 und in den 1990er Jahren), Zoot Sims, Jimmy Smith, dem Gerald Wilson Orchester, Harold Land (immer wieder seit den 1970er Jahren), dem Clayton-Hamilton Jazz Orchestra und Billy Childs, mit dem er Duette spielte. 1996 wirkte er im Bläsersatz bei der Produktion von Herbie Hancocks Album The New Standard mit. Er begleitete auch die Sängerinnen Carmen McRae, Diane Schuur und Flora Purim.
Der seit den 1970er Jahren tätige Trompeter mag so unterschätzt sein und wird übersehen, weil er lange in Los Angeles an der Westküste lebte, arbeitete und keine Aufnahmen unter eigenem Namen macht. Sein klarer Stil ist von Lee Morgan, Woody Shaw und Freddie Hubbard beeinflusst.